# Veerlinxpoort
De Veerlinxpoort, ook wel Veirlinx-, Vierlinx- of Vierlingenpoort, was een middeleeuwse stadspoort in de Nederlandse stad Maastricht. De poort was onderdeel van de eerste stadsmuur van Maastricht en was gelegen aan de oostzijde van de Kleine Gracht langs de Maas. De oorspronkelijke poort dateerde waarschijnlijk uit de dertiende eeuw, maar werd in de loop der eeuwen diverse malen vernieuwd. In de vijftiende en zestiende eeuw was de Veerlinxpoort in gebruik als gevangenis. De poort werd vermoedelijk kort na 1596 afgebroken.

## Geschiedenis

### Bouw eerste middeleeuwse stadsmuur
Over het precieze bouwjaar van de oudste middeleeuwse stadsmuur van Maastricht is geen duidelijkheid. In 1229 gaf de hertog van Brabant toestemming om een stenen muur om de stad te bouwen. Eerder was er al een aarden wal opgeworpen met daarop palissaden, maar deze was door de bisschop van Luik, medeheer van het tweeherige Maastricht, verwoest tijdens het Beleg van Maastricht (1204). Waarschijnlijk werd in 1229 begonnen met de bouw van stenen stadspoorten en waltorens, met elkaar verbonden door aarden wallen die in de loop van de dertiende eeuw geleidelijk versteend werden. De nieuwe muur op de linker Maasoever bestond uit kolenzandsteen, strekte zich uit over een lengte van ongeveer 2,4 kilometer, was 6 à 8 meter hoog en had in totaal dertien stadspoorten, twee waterpoorten en een onbekend aantal muurtorens. Van de grotere poorten is alleen de Helpoort overgebleven.
De Veerlinxpoort werd misschien al omstreeks 1230 gebouwd, maar wordt pas voor het eerst genoemd in 1377 in een oorkonde van het kapittel van de Onze-Lieve-Vrouwekerk. De poort was onderdeel van de eerste middeleeuwse stadsmuur, die zich aan deze kant van de stad naar het zuiden toe langs de Maas uitstrekte in de richting van de Molenpoort en de Sint-Servaasbrug, en naar het westen toe langs de Kleine Gracht in de richting van de Leugenpoort en de Gevangenpoort op de toenmalige Houtmarkt. Als secundaire stadspoort gaf de Veerlinxpoort vanaf de Kleine Gracht en de Gubbelstraat toegang tot de Maaskade in het noordelijk stadsdeel. Door sommige auteurs is gesuggereerd dat zich hier een veerpont bevond naar het Sint-Antoniuseiland. Dit zou tevens een verklaring zijn voor de naam van de poort. Een andere verklaring is dat de poort genoemd is naar een persoon met die naam.

### De Veerlinxpoort in de 15e en 16e eeuw
Na de ingebruikname van de tweede stadsomsluiting in 1380 fungeerde de eerste muur als reserveverdedigingslinie. Voor de Veerlinxpoort veranderde er weinig, aangezien de oude stadsmuur langs de Maas, inclusief de bestaande poorten, onderdeel werd van de nieuwe enceinte.

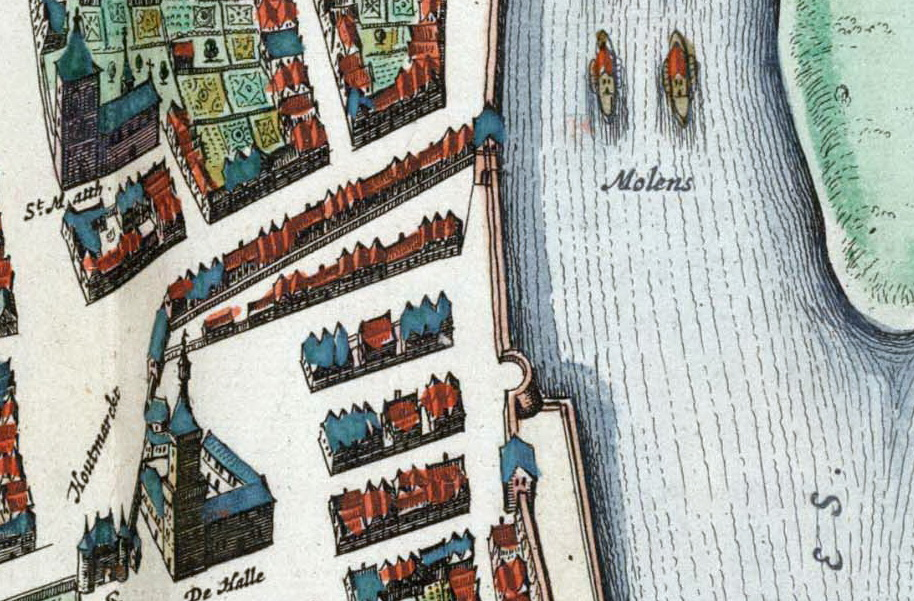
De Kleine Gracht tussen Houtmarkt en Veerlinxpoort (Atlas van Loon, 1652)

In 1427 en 1428 blijkt de Veerlinxpoort in gebruik te zijn als gevangenis, net als de nabije Leugenpoort en Gevangenpoort. Thijs van Mobertingen bewoonde in die tijd de poort "mitter hoeve" (met een hof?) en trad tevens op als cipier. Hij ontving jaarlijks van de peymeester (stadsontvanger) een hoeveelheid hout en kolen voor zichzelf en zijn gevangenen, meest wanbetalers. In 1500 kreeg Jan van Wischagen de aanzegging om het door hem getimmerde huisje op de muur nabij de Veerlinxpoort, bedoeld om gemakkelijk water uit de Maas te kunnen putten, onmiddellijk af te breken. Rond 1549 was er een school in het poortgebouw gevestigd, waar de koster van de Sint-Catharinakapel, ene Ghijs, les gaf. Omdat de in hetzelfde gebouw gegijzelde wanbetalers hier last van hadden, moest de koster met zijn schooltje vertrekken. In 1584 was de poort bouwvallig. De stadschirurgijn Servaas Elsen mocht er gratis wonen op voorwaarde dat hij de poort en het aansluitende deel van de stadsmuur, dat al gedeeltelijk was ingestort, zou onderhouden.
Over het uiterlijk van de Veerlinxpoort kan weinig met zekerheid gezegd worden. Op het stadspanorama van Simon de Bellomonte uit omstreeks 1570 is de Veerlinxpoort van de Maaszijde te zien als een eenvoudige poortopening in de muur, die ter plaatse iets hoger is. Voor de poort ligt een trappartij die toegang geeft tot de kade en wellicht tot het eerdergenoemde veer. Zowel bij de Veerlinxpoort als bij de iets zuidelijker gelegen Molenpoort liggen een zestal schipmolens afgemeerd. Op de plattegrond van Maastricht in de Atlas van Loon uit 1652, gebaseerd op oudere kaarten van Braun en Hogenberg, is de Veerlinxpoort ingetekend, alhoewel die toen al vijftig jaar niet meer bestond. Om die reden kunnen uit de plattegrond weinig conclusies omtrent de Veerlinxpoort getrokken worden. De poort is te zien vanuit het zuiden als een rechthoekig gebouw met een zadeldak, dat over de stadsmuur heen gebouwd is. De poort onderscheidt zich nauwelijks van de andere Maaspoorten op de plattegrond.

### Sloop Veerlinxpoort en ontmanteling vesting

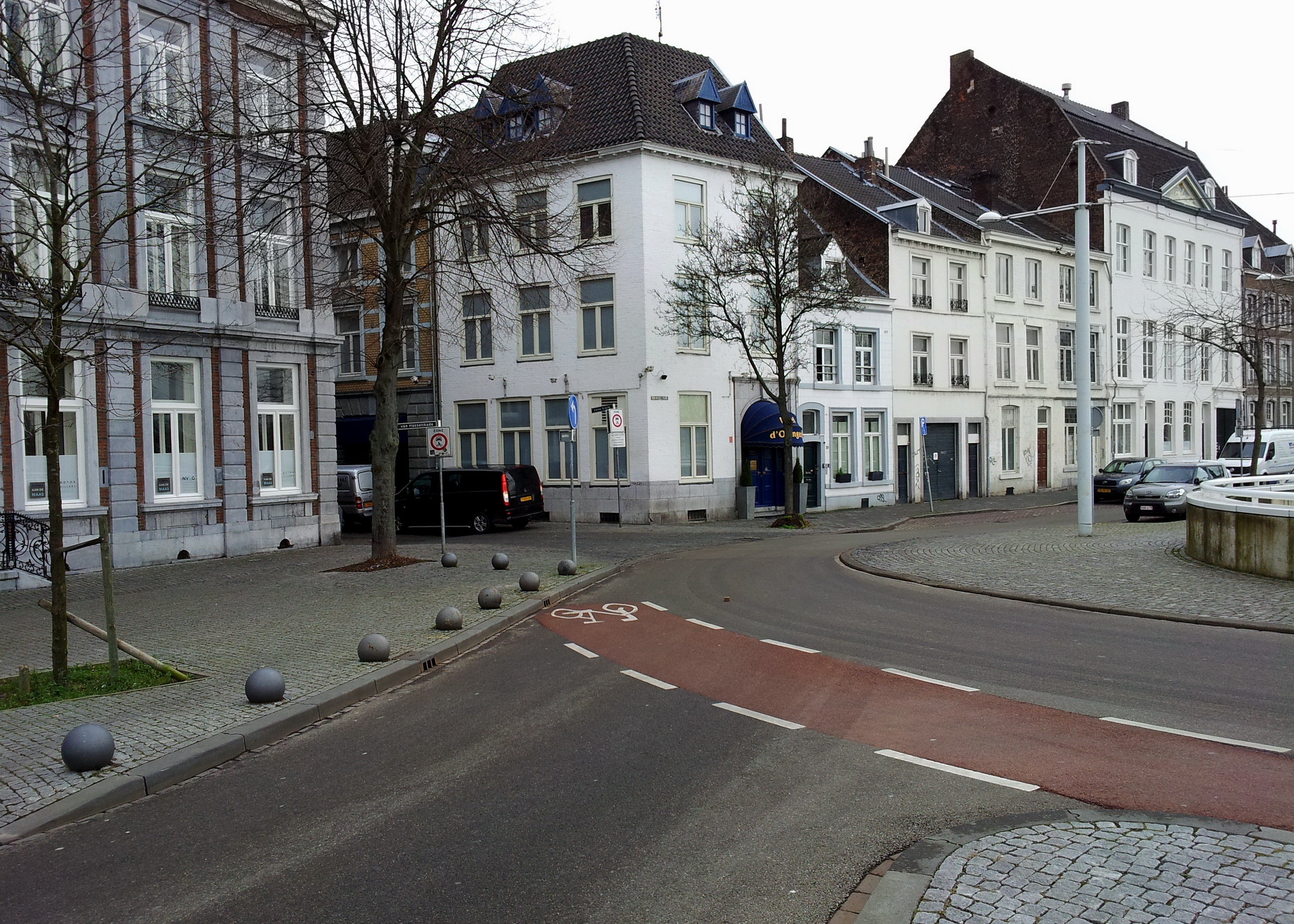
Locatie Veerlinxpoort anno 2015

In 1596 viel het besluit de Veerlinxpoort te slopen. De reden voor de afbraak is niet bekend, maar de bouwvallige staat van de poort lijkt een voor de hand liggende reden. Ook de voortdurende oorlogsdreiging tijdens de Tachtigjarige Oorlog kan tot het besluit tot afbraak hebben geleid. Tussen 1543 en 1579 werden alle poternes langs de Maas dichtgemetseld en in 1590 werden de poternes bij de Veerlinxpoort, die blijkbaar weer geopend waren, opnieuw dichtgemetseld.
In het midden van de zeventiende eeuw luidde de afbraak van de Leugenpoort en de Gevangenpoort op de Houtmarkt (voor de bouw van het Stadhuis van Maastricht) de definitieve teloorgang van de eerste stadsmuur in. In de loop van de achttiende eeuw verviel ook voor de meeste andere poorten van de eerste stadsmuur de verdedigingsfunctie. In 1734 werden de Tweebergenpoort (deels), de Lenculenpoort en de Minderbroederspoort gesloopt, in 1772 de Looierspoort. Door de aanleg van het Kanaal Luik-Maastricht in 1845-'50 verdwenen delen van de stadsmuur langs de Maas, inclusief de Batpoort en de Molenpoort.
Na de opheffing van de vestingstatus van Maastricht in 1867 werd de vesting Maastricht in opdracht van het Ministerie van Oorlog ontmanteld, waarna de gronden werden overgedragen aan de Dienst der Registratie en Domeinen voor verdere sloop en herbestemming. De overgebleven stadspoorten, die onder de zeggenschap van het gemeentebestuur vielen, werden tussen 1867 en 1870 als eerste afgebroken. De afbraak van de stadsmuren ging nog door tot de jaren 1930. Door toedoen van Victor de Stuers en anderen bleven hier en daar delen van de eerste en tweede omsluiting gespaard, zoals de Helpoort en omgeving.
Bij rioolwerkzaamheden in 1876 of 1877 werden in de omgeving van de voormalige Veerlinxpoort drie parallel aan elkaar lopende restanten van de stadsmuur langs de Maas aangetroffen. De archivaris Herman Eversen meende daarin een bewijs te zien voor de (weerlegde) theorie dat hier een in opdracht van Jan I van Brabant gebouwde brug had gelegen.

## Cultuurhistorisch erfgoed
Van de Veerlinxpoort is niets meer over. Er bestaat geen enkele nauwkeurige tekening van de poort. Bij de afbraak van de poort omstreeks 1600 hebben geen opgravingen of opmetingen plaatsgevonden. Ook de stadsmuur langs de Maas is in dit gedeelte van de stad verdwenen. In de omgeving bevinden zich wel nog enige restanten van de stadsmuur achter de huizen aan de Kleine Gracht.
Bij de renovatie van het Boschstraatkwartier in de jaren 1970 en '80 werd ten noorden van de Kleine Gracht een nieuwbouwstraat Veerlinxstraat gedoopt. De verhoogd aangelegde parallelstraat heet Hoog Veerlinxstraat. Hoewel 150 m van de oorspronkelijke locatie gelegen, zijn dit de enige herinneringen aan de Veerlinxpoort.